# أوتيك
أوتيك أو 'عتيقة المعاصرة'، هي إحدى مدن الجمهورية التونسية، تقع في ولاية بنزرت، شمال تونس. تُعتبر من الناحية التاريخية أقدم المستوطنات الفنيقية في سهول وسط شمال تونس، وما زالت تعرف بهذا الاسم إلى الآن. السائد ضمّ الهمزة ولكن صمويل بوخارت يكتبها باسمها القديم 'Atica' 'עתיקא'، أي عتيقة، وقد دعاها ابن خلدون باسم «وطاقة».

## الموقع
تقع أوتيك أو أوتيكا ببنزرت، بالشمال التونسي حيث تبعد عن العاصمة بحوالي 30 كيلومترا وعن بنزرت المدينة بحوالي 25 كيلومترا كما تقع بالقرب من مصب نهر مجردة في تونس حيث كان يوجد ميناؤها، ولكنه اليوم أصبح يقع على بعد 20 كيلومترا من البحر.

## التّاريخ
تأسّست أوتيك سنة 1101 قبل الميلاد من قبل الفينيقيين، وتعتبر من أقدم مستعمراتهم في شمال أفريقيا. وقد أسموها عتيقا (بمعنى العتيقة) لذلك السبب، أمّا اليوم فأن مرباط سيدي بو شاتر في سفح جبل منزل القل يحتل موقع آثار أوتيكا. يجعلها هذا الموقع في منتصف المسافة بين صور وقادس، ضمن ما أشار إليه سترابو من مدن أسّسها الفنيقيون بالقرب من وسط الساحل الليبي بعد وقت قصير من نهاية حرب طروادة واضعين أيديهم بذلك على أفضل الأماكن في ليبيا وفي شبه جزيرة أيبيريا قبل عصر هوميروس. وقد تأسّست استناداً إلى ما ذكرته الكتابات التاريخية قبل تأسيس قرطاج بحوالي 287 سنة، ويوافق ذلك وفق هذه الكتابات سنة 1101 ق.م. لتكون بذلك صلة وصل بين صور والمستوطنات الفنيقية في أيبيريا، بالإضافة إلى استثمار سهول القمح المحيطة بها".
كان موقع أوتيكا القديم موقعا استراتيجيا هامّا للغاية إذ كانت تتوسط الطريق من قرطاجة إلى مدينتي هيبوأكرا وهيبو ريجيوس المهمتين مما جعلها تزدهر بشكل كبير. وكان ذلك الازدهار سببا للغيرة والتنافس المتبادلين بين أوتيكا وقرطاجة ومع ذلك فقد خضعت المدينة للقرطاجيين ولكنها كانت دائما تترقب الفرص للتخلص منهم.وقد ورد ذكر المدينة في معاهدة 348 ق.م التجارية بين روما وقرطاجة.
في عام 310 ق.م سقطت المدينة بكل سهولة بيد أغاثاكوليس اليوناني في حربه ضد قرطاجة. وفي الحرب البونيقية الأولى (264 -241 ق.م) وقفت المدينة إلى جانب الرومان ضد قرطاجة وتخلصت من سيادة القرطاجيين، ولكن خلال حرب الأجراء تمكنوا من استعادة المدينة. في الحرب البونيقية الثالثة (149-146 ق.م) أعلنت أوتيكا وقوفها بجانب الرومان.
وبعد سقوط قرطاجة عام 146 ق.م اتخذ الرومان من أوتيكا مقرا للحاكم الروماني في أفريقيا وأصبحت مقرا للمواطنيين الرومان.بعد معركة ثابسوس في عام 46 ق.م قام كاتو حفيد كاتو الأكبر بالتقوقع في أوتيكا في كفاحه الأخير ضد يوليوس قيصر وفيها قام بالانتحار. في عصر أوكتافيان (الإمبراطور الروماني أغسطس قيصر لاحقا) منحت المدينة حقوق الميونيسيبيوم مع حقوق المواطنة الكاملة عام 36 ق.م، فسُجل الأوتيكيين ضمن قبيلة الكورينيال (ميونيسيبوم جوليوم يوليسينس). وفي عصر الإمبراطور هادريان أصبحت أوتيكا مستعمرة ولقبت ب (كولونيا جوليا أيليا هادريانا اوغوستا أوتيكا).
ولكي تتفوق أوتيكا على منافستها قرطاجة قامت المدينة ببناء العديد من الأبنية الباهرة الفخمة مثل: الفوروم، الكابيتول، المسرح، المسرح المدرج، السيرك...ألخ.وفي عصر هادريان بنيت بها العديد من المنشأات الفخمة وعلى رأسها الفوروم الجديد، الحمامات الضخمة على الشاطئ، بالإضافة إلى غيرها من المباني الضخمة العديدة المزينة بفخامة وسخاء.
سقطت المدينة بيد جينسيرك والوندال عام 439 م. وقام البيزنطيون أيضا بغزوها عام 534 م، وأخيرا سقطت بيد العرب عام 698 م وقد فر سكانها الأخيرون في القرن الثامن م
و قد اكتشف بالمدينة مقابر فينيقية تعود للقرن الثامن ق.م كما توجد كذلك المقبرة البونيقية الكبيرة التي تعود للقرن الخامس ق.م بالإضافة إلى الجزء السكني من المدينة الرومانية. و«عُثر فيها على يد عاجية ربما تعود إلى ما قبل الألف الأولى ق.م. ولوحات نذرية وخواتم وجعارين وتمائم ومزهريات ملونة في مدفنين يعودان إلى ما بين القرنين الثامن والرابع ق.م. وفيها معبد للإله أبولو على دعائم من خشب الأرز أشار إليه بليني الأكبر. أما قبورها فيعود أقدمها إلى القرن الثامن ق.م. وأحدثها إلى القرن السادس ق.م. ما يدلّ على بقائها وازدهارها حتى مطلع الفتح الإسلامي».

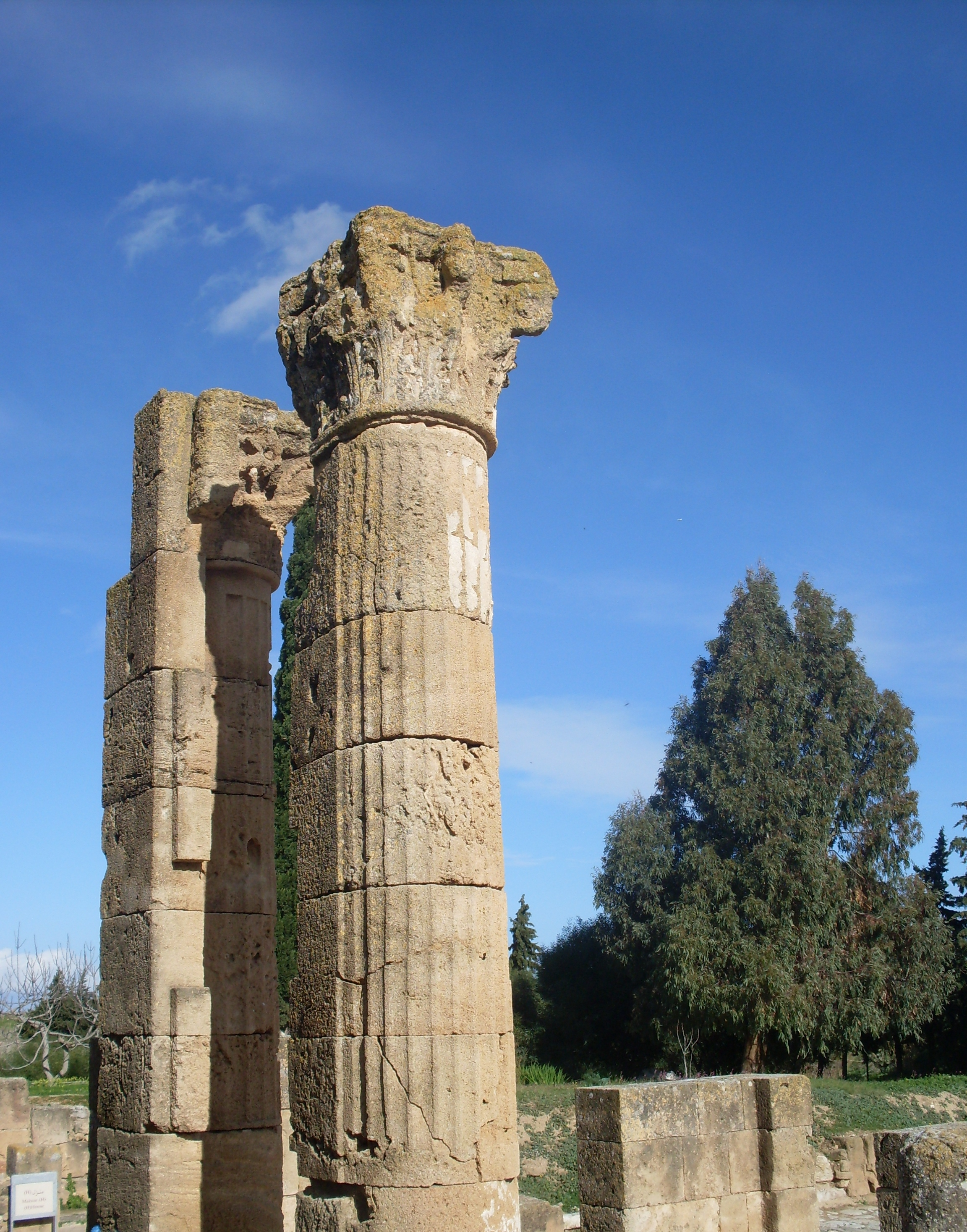
أوتيك
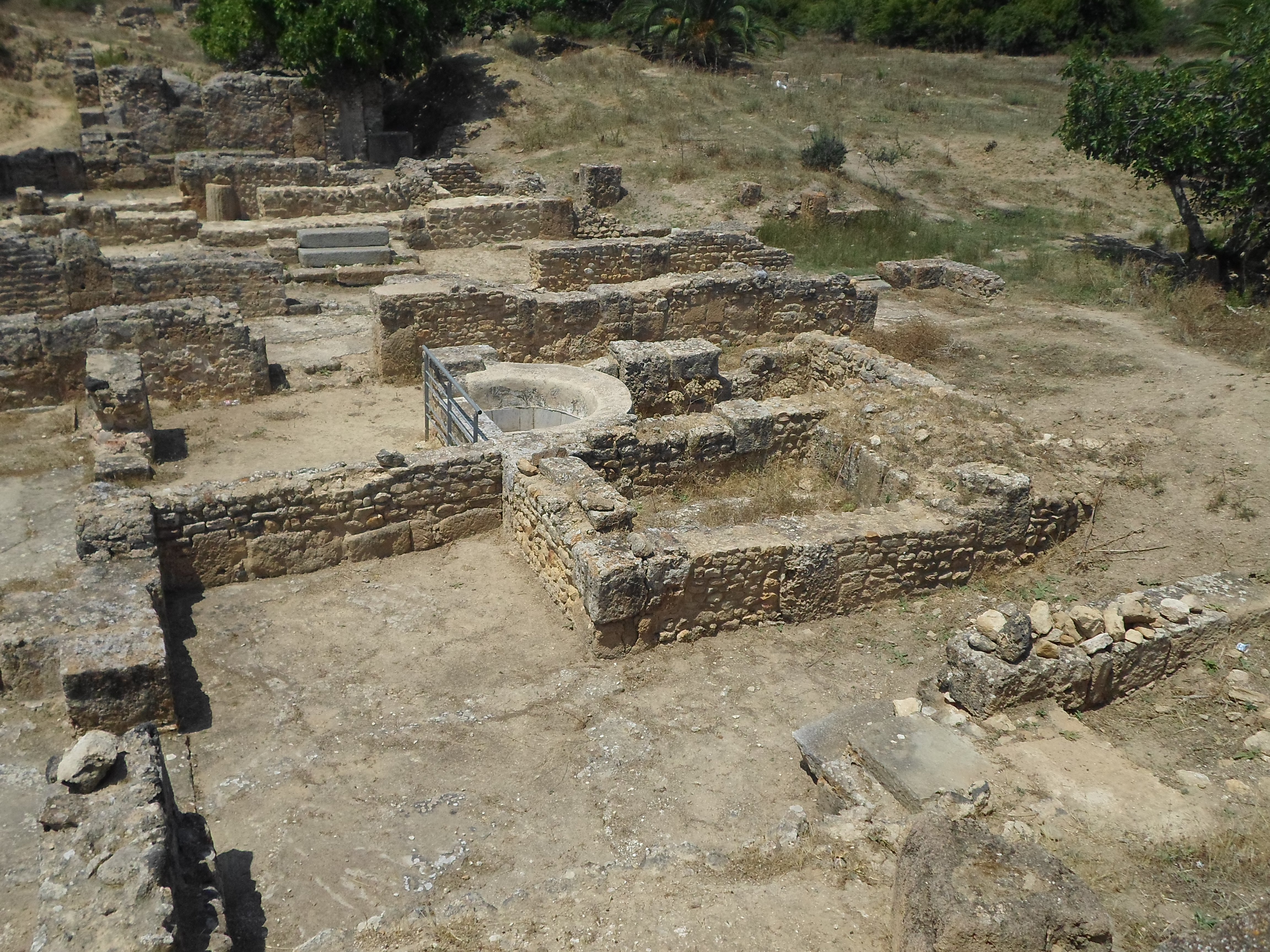
الموقع الأثري بأوتيك
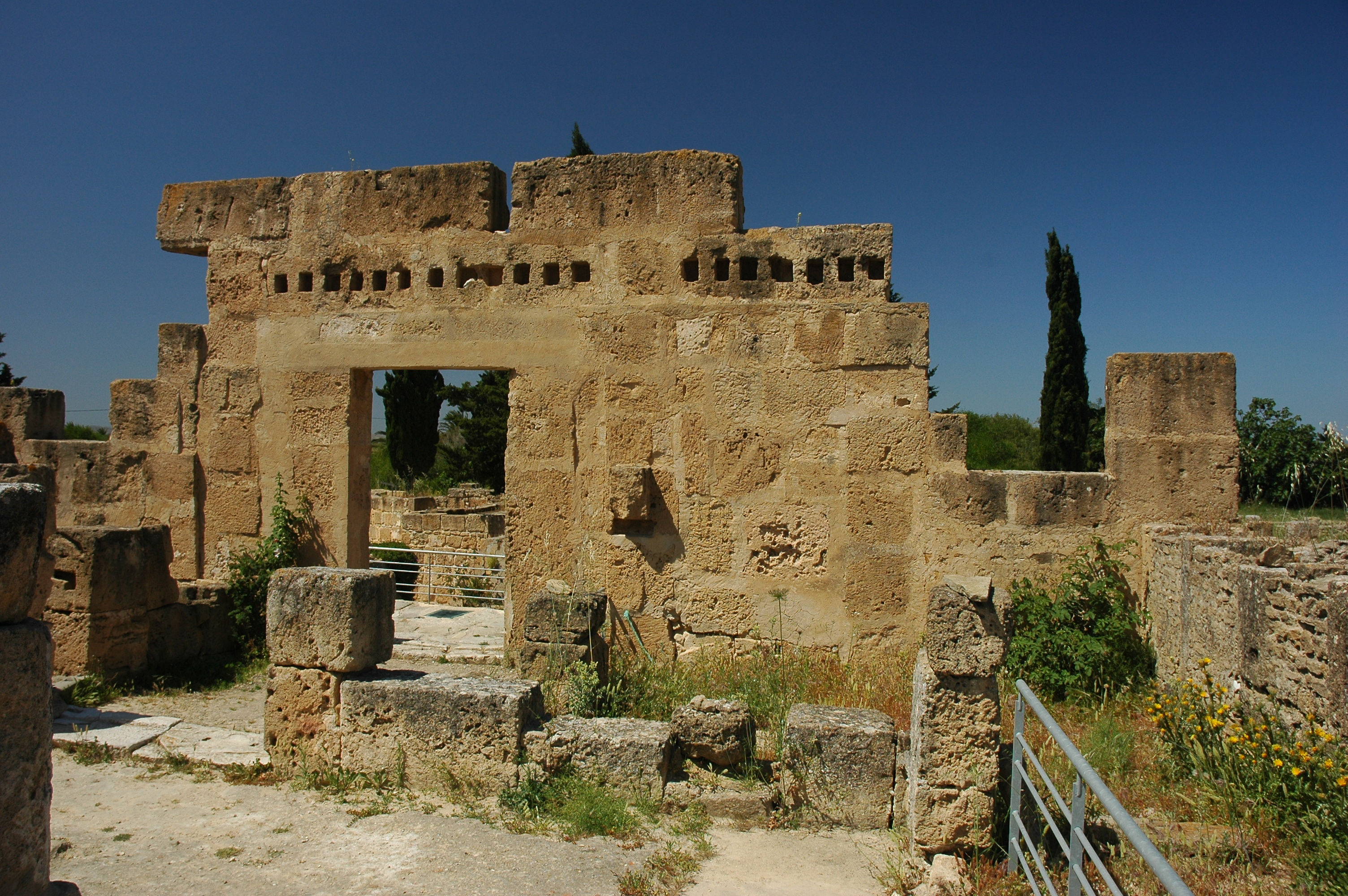
أوتيك